# Батар (посёлок)
Батар (серб. Батар / Batar) — посёлок в общине Биелина Республики Сербской Боснии и Герцеговины. Население составляет 266 человек по переписи 2013 года.

## Географическое расположение
Посёлок расположен на реке Дрина, к югу от него находится город Лозница в современной Республики Сербии.

## История
На острове Шкулич на реке Дрине, расположенном между местечками Яховац и Батар, Гаврило Принцип в 1914 году скрывался от австро-венгерской полиции. С ним на остров перебрались Цвиетин Бобар из Батара, Павле Павлович и Гавро Гаврич из Главичице и Васо Видакович из Белошеваца. В августе 1914 года австро-венгерские войска оккупировали посёлок и вывели всё гражданское население в лес Бусия, где собирались их расстрелять за укрывательство Принципа. Один из пленных убедил австро-венгерских офицеров, что жители не имеют никакого отношения к Принципу, и уговорил их вернуть всё население обратно в посёлок.
В 2003 и 2004 годах в местечке были поставлены памятники пяти местным уроженцам, служившим в Войске Республики Сербской и погибшим в Югославской войне.

## Культура
В посёлке базируется футбольный клуб «Дрина».